# Estádio José Duarte de Paiva
O Estádio José Duarte de Paiva foi um estádio localizado em Sete Lagoas, Minas Gerais, com capacidade para 2.000 torcedores. Em 2006, o estádio foi vendido por 300 mil reais à rede de supermercados Bretas, sendo posteriormente demolido para dar lugar a um hipermercado.
O estádio foi o palco da histórica volta do Democrata de Sete Lagoas ao Campeonato Mineiro - Módulo I em 2005, um marco importante para o clube e a cidade.
Atualmente, o Democrata de Sete Lagoas manda seus jogos na Arena do Jacaré, um moderno estádio com capacidade para 19.998 espectadores, consolidando-se como o novo templo do futebol local.